# Торама (ансамбль)
То́рама (эрз. Торама, Йо́влат, латиницей принято писать Toorama) — музыкальный коллектив, базирующийся в городе Саранск Республики Мордовия и занимающийся сбором фольклора и возрождением живой песенной и инструментальной традиции народов эрзя, мокша, шокша и каратаи, которые иногда объединяют под названием мордва.

## История
Ансамбль «Торама» создан в 1990 году Владимиром Ромашкиным, как семейный ансамбль «Йовлат». Изначально в состав ансамбля, кроме В. И. Ромашкина, входили его сыновья Виталий и Андрей Ромашкины. Со временем ансамбль вырос до девяти человек. Наряду с мокшанскими и эрзянскими многоголосными песнями ансамбль показывал древние обычаи и ритуалы. Идеей создания ансамбля стало желание Владимира Ивановича воссоздать песенное наследие эрзи и мокши, аутентичное звучание которого было практически утеряно.
«Торама» пользуется признанием в Мордовии (ансамбль получил государственную премию республики) и в России (обладатель золотой медали и главной премии всероссийского конкурса народной музыки «Голоса России» 1994). Торама широко известна в финно-угорском мире благодаря постоянному участию в фестивалях и концертах в Эстонии, Финляндии, Латвии, Швеции, Польше и Англии. «Торама» установила контакты в академической среде — опыт полевых исследований связывают группу с Обществом Кастрена, Музыкальной Академией Яна Сибелиуса, Финно-Угорским Обществом.

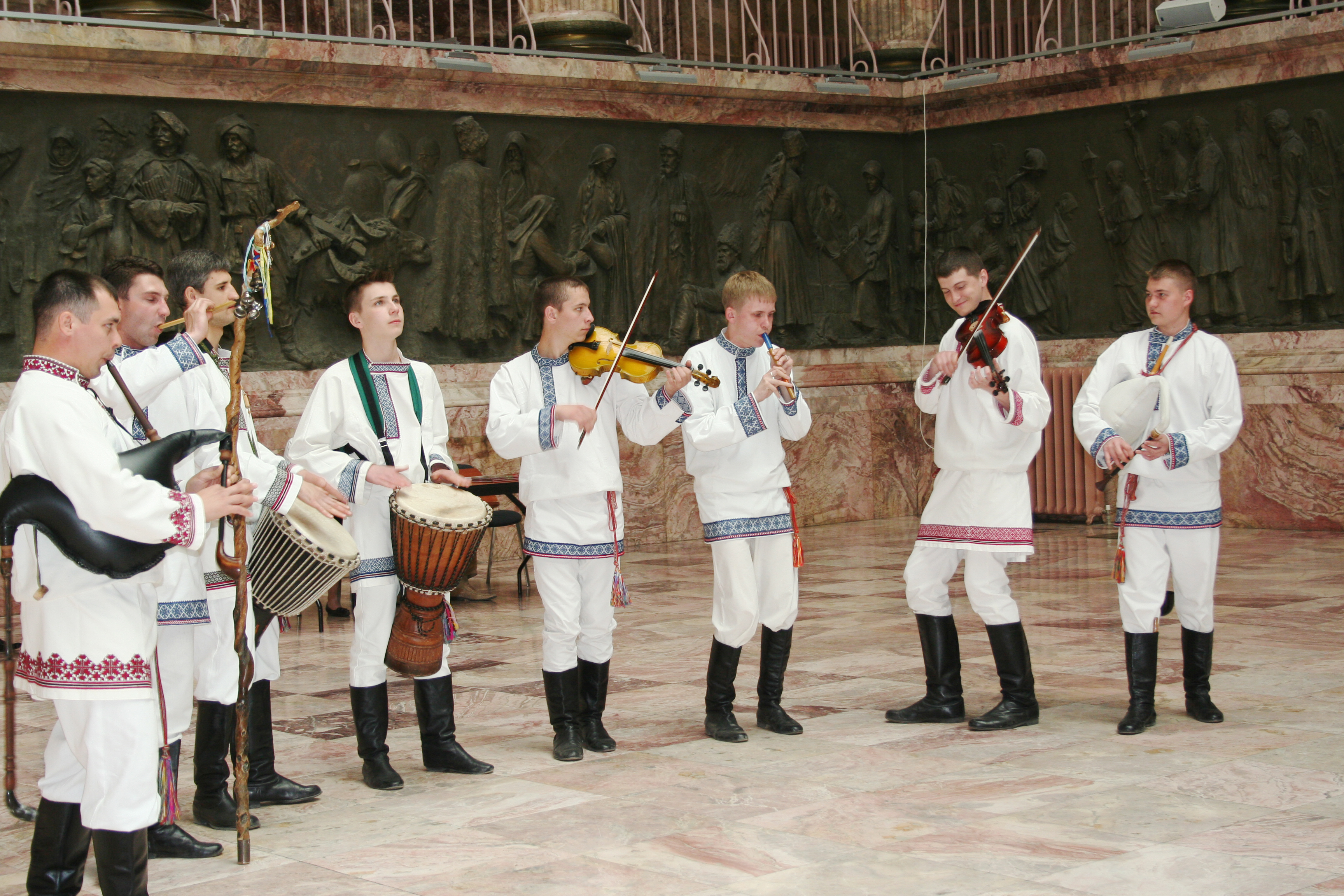
Фольклорный ансамбль «Торама» в Этнографическом Музее в 2009 году (Санкт-Петербург)

Участники «Торамы» реконструировали ряд утраченных и малоизвестных инструментов, в том числе мордовскую скрипку-гарзи и дудки-нюди. Инструментальные композиции появились в 2002 году и с тех пор стали самым значительным направлением развития репертуара.
Скрещение национальных традиций с джазом стало основной темой одного из крупных событий 2001 г. — Джазового Фестиваля в Гданьске, Польша.
В конце 2001 Владимир Ромашкин принял участие в Гражданском Форуме в Москве. После этого ансамбль дал концерт в московском клубе МуХА.
В мае 2002 ансамбль выступил на крупном этнофестивале в Вильнюсе. 12 июня 2002 Торама в составе делегации из Мордовии приняла участие в праздновании Дня Независимости России в Москве.
29 августа 2002 в результате болезни ушёл из жизни бессменный руководитель ансамбля Владимир Ромашкин. С того времени вдохновителем и художественным руководителем коллектива является его сын Андрей Ромашкин.
Ромашкин Владимир Иванович при жизни удостоен наград:
— Кавалер ордена Крест Земли Святой Марии (Эстония);
— лауреат премии имени А. П. Рябова (Мордовия).
В Кочкуровском районе Мордовии, на родине, где жил Владимир Ромашкин в селе Подлесная Тавла открыли Музей Владимира Ромашкина — «Этно-кудо»).
Ансамбль продолжил свою активность и остаётся коллективом традиционной музыки с самой значительной дискографией в Мордовии.
В 2007 году вышел анимационный фильм Сергея Меринова «Куйгорож» серии «Гора самоцветов», в котором в сотрудничестве с группой использована её музыка.
В 2012 году распоряжением Правительства Республики Мордовия было создано Государственное автономное учреждение «Фольклорный ансамбль „Торама“».
В 2017 году артисты фольклорного ансамбля Торама пришли к мнению, что ансамбль должен носить имя его создателя Владимира Ивановича Ромашкина. С ноября 2017 года открывается новая страница в истории коллектива, который теперь называется «Фольклорный ансамбль Торама им. В. И. Ромашкина». Художественным руководителем является Андрей Ромашкин, который продолжает дело отца.
В 2019 году Торама выступила в Эстонии на фестивале «Tallinn music week 2019».
3 сентября 2019 года фольклорный ансамбль «Торама» им В. И. Ромашкина во главе с художественным руководителем Андреем Ромашкиным и адвокатом Александрой Медведевой отстоял в суде право музыкального коллектива выступать под названием «Торама».
В 2020 году фольклорный ансамбль «Торама» имени Владимира Ивановича Ромашкина записал пятый юбилейный альбом, посвященный 30-летию коллектива.

## Состав группы
На сегодняшний день Торама состоит из:
- Ромашкин Андрей — художественный руководитель, солист, скрипка, душа коллектива. В ансамбле с 1990 года.
- Прокин Виталий — солист, дудка-нудей. Участник Торамы с 1991—2003. Директор музыкальной школы.
- Егорькин Геннадий — солист, дудка-нюди, джембе. Два высших образования (музыкальное, экономическое). В ансамбле с 2004 г.
- Кузнецов Андрей — солист, дудка-нудей, барабан, жалейка. Руководитель фолк-рок проекта. В Тораме с 2006 года.
- Учеваткин Александр — солист, связь с общественностью. Кандидат филологических наук, директор общеобразовательной школы, Абсолютный победитель конкурса учителей родных языков РФ (г. Москва, 2017 г.). "В Тораме с 2011 года.

Все участники коллектива являются носителями эрзянского языка и культуры. Уникальность коллектива — многоголосное мужское аутентичное пение и инструментальная музыка эрзянского и мокшанского народов.

## Дискография
Ансамбль продолжает свою активность и остаётся коллективом традиционной музыки с самой значительной дискографией в Республике Мордовия:
- Mordvin Songs — Traditional Erzya-Mordvin folk songs from the Republic of Mordovia (первый альбом на эрзянском языке, записанный в Финляндии 1996 г.)
- Mastorava — Me Naiset & Toorama (Масторава — второй альбом, записанный совместно с женской финской группой Me Naiset[14], поют на эрзянском и финском языках[15] 1997—2001 г.)
- Taga Eriaza Shkai! (Пусть живёт Покровитель!) — третий альбом на мокшанском языке, записанный в Эстонии в 2000 г.
- Shkanj sjulmot (Связь времен) — четвёртый альбом на эрзянском языке (Саранск, 2010 г.)
- Шеньжа (Shenzha, Утка) — пятый юбилейный альбом, записанный к 30-летию ансамбля в Саранске в 2020 году[16].

## Инструментальное исполнение
В то время как хоровое пение сохраняется в качестве живой традиции в мордовских деревнях, инструментальное мастерство с использованием традиционных инструментов практически исчезло. Ансамбль Торама провёл значительную работу по реконструкции вышедших из употребления инструментов и созданию мордовского ансамблевого инструментального репертуара.